# Curadors
|  | No s'ha de confondre amb Curador. |

Curadors (Curatores) van ser una sèrie de funcionaris públics de l'Imperi Romà, que desenvolupaven diverses activitats. Alguns d'ells van ser establerts per August.
Els més importants eren:
1. curatores alvei et riparum et cloacarum, encarregats de la navegació pel Tíber. Era un càrrec molt ben considerat.
2. curatores annonae, encarregats de comprar el gra i l'oli per l'estat i de vendre'l a baix preu als ciutadans pobres. També s'anomenaven curatores emendi frumenti et olei. El seu ofici no els representava cap despesa perquè comerciaven amb diners de l'estat, que els donava els diners necessaris.
3. curatores aquarum, encarregats de la distribució de l'aigua.
4. curatores kalendarii, encarregats a les diverses ciutats de recopilar els noms de les persones a qui es prestaven diners públics amb interessos. Aquests diners eren els que no es destinaven a les despeses ordinàries de la ciutat.
5. curatores ludorum, encarregats dels jocs públics. Anomenats també curatores muneris gladiatorii. Sembla que es nomenaven persones d'alt rang per aquest càrrec.
6. curatores operum publicorum, encarregats dels edificis públics com teatres, banys, aqüeductes i altres i de fer les reparacions adients.Les seves funcions durant la República les feien els edils.
7. curatores regionum, encarregats dels 14 districtes de Roma, per prevenir desordres i delictes. Hi havia dos curatores per cada districte fins que Alexandre Sever ho va reduir a un per districte, encara que llavors havien de tenir rang consular i depenien del praefectus urbi. Marc Aureli va especificar que els curatores regionum havien de castigar o bé portar davant del prefecte de la ciutat a tots aquells que exigissin als ciutadans més diners que els impostos legals.
8. curatores reipublicae o logistae, que administraven la propietat municipal, i també, amb decrets específics, les terre de les colònies.
9. curatores tabularum publicarum, nomenats per Tiberi l'any 16 eren tres magistrats que ajudaven a portar els registres públics.
10. curatores viarum, encarregats del manteniment dels camins.[1]